# Lepus peguensis
A Lebre-da-Birmânia (Lepus peguensis) é um leporídeo encontrado em Myanmar, Camboja, Tailândia, Laos e Vietnã.